# Jules Bertrand (dramaturge)
Pour les articles homonymes, voir Jules Bertrand et Bertrand.
Jules Bertrand est un auteur dramatique et poète français du XIXe siècle.

## Biographie
Il est surtout connu pour sa biographie de Maria Malibran parue en 1864 à la librairie du Petit Journal.

## Œuvres
- Fleurs d'automne, poésies, 1847
- Les Ombres blanches, poésies, avec Émile Colliot, 1853
- Le Pain béni, chanson, 1860
- Le Médecin du pauvre !, romance, paroles de Jules Bertrand, musique de Sylvain Mangeant, 1862
- La Malibran, anecdotes, avec le portrait de l'illustre artiste, 1864
- Jupiter et Leda, opérette mythologique en un acte, musique de Suzanne Lagier, 1865
- Traité pratique élémentaire de la meulerie, à l'usage de la meunerie, 1874